# WIBP-CorV
Вакцина Sinopharm WIBP COVID-19, также известная как WIBP-CorV, — одна из двух цельновирусных инактивированных вакцин, разработанных Sinopharm . Вакцина представляет собой химически инактивированную цельновирионную вакцину против COVID-19. Рецензируемые результаты показывают, что WIBP-CorV на 72,8 % эффективен против симптоматических случаев и 100 % против тяжёлых случаев (26 случаев в вакцинированной группе против 95 случаев в группе плацебо).  Другая вакцина против инактивированного вируса COVID-19, разработанная Sinopharm, — это вакцина BBIBP-CorV, которая сравнительно более успешна. Ожидается, что в год будет производиться 1 миллиард доз.

## Медицинское использование
Вакцина двухдозовая, для внутримышечных инъекций с интервалом между инъекциями 3 недели.

### Эффективность
В мае 2021 года рецензируемые результаты, опубликованные в JAMA исследований фазы III в Объединённых Арабских Эмиратах и Бахрейне, показали, что WIBP-CorV эффективен на 72,8 % против симптоматических случаев и 100 % против тяжёлых случаев (26 случаев в вакцинированной группе против 95 случаев в группе плацебо.). В этих испытаниях 12743 человека получали WIBP-CorV и 12737 человек получали плацебо.

## Производство
В июне 2021 года запущен новый завод мощностью 1 миллиард доз в год.

## Разработка и исследования
В апреле 2020 года Китай одобрил проведение клинических исследований кандидатов на вакцину против COVID-19, разработанных компанией Sinopharm с «Пекинским институтом биологических продуктов» (BBIBP-CorV) и «Уханьским Институтом биологических продуктов» (WIBP-CorV). Обе вакцины представляют собой химически инактивированные цельновирионные вакцины против COVID-19
13 августа 2020 года Уханьский институт биологических продуктов опубликовал промежуточные результаты проведённых в институте I фазы клинических исследований (96 взрослых) и II фазы (224 взрослых). В отчёте отмечалось, что вакцина имела низкий уровень побочных реакций и продемонстрировала иммуногенность, но для более длительной оценки безопасности и эффективности необходимо провести III фазу клинических исследований.

### Клинические испытания
Компания «Sinopharm» отметила, что эффективность «WIBP-CorV» составила 72,51 %, что несколько ниже 79,34 % эффективности «BBIBP-CorV». 25 февраля Китай одобрил «WIBP-CorV» для применения. 10 марта Университет Каэтано Эредиа, который проводил клинические исследования «BBIBP-CorV» и «WIBP-CorV» в Перу, сообщил, что университет решил приостановить клинические исследования на людях вакцины «WIBP-CorV» в связи с её меньшей эффективностью, и продолжить исследования лишь с вакциной «BBIBP-CorV», которая продемонстрировала высокую эффективность.

### Одобрение к применению
25 февраля 2021 г. Китай одобрил WIBP-CorV для общего использования.
Согласно New York Times, WIBP-CorV одобрен только для ограниченного использования в Объединённых Арабских Эмиратах в чрезвычайных ситуациях
Северная Македония, Перу и Венесуэла, вслед за ОАЭ, также последовательно выдали разрешения на экстренное использование вакцины.
19 августа 2021 года Управление по контролю за продуктами и лекарствами Филиппин также одобрило применение вакцины WIBP-CorV в чрезвычайных ситуациях.